# ATutor
ATutor — веборієнтована система керування навчанням (Learning Management System, LMS). Програмний продукт є простим у встановленні, налаштуванні та підтримці для системних адміністраторів; викладачі (інструктори) можуть досить легко створювати та переносити навчальні матеріали та запускати свої онлайн-курси. А оскільки система є модульна, тобто складається з окремих функціональних одиниць — модулів, то вона відкрита для модернізації і розширення функціональних можливостей.
Програма розробляється та підтримується з 2001 року Ґреґом Ґеєм (Greg Gay), Джоелом Кроненберґом (Joel Kronenberg), Гайді Гейзелтон (Heidi Hazelton) із Дослідницького центру адаптивних технологій Університету Торонто (Adaptive Technology Resource Centre, University of Toronto). Система ATutor поширюється на основі GNU General Public License (GPL), яка, зокрема, дозволяє вільно використовувати, змінювати та доповнювати програму.

## Інтероперабельність
Система керування навчанням базується на стандартах та форматах зберігання навчальної інформації:
- OpenSocial 1.0
- IMS Content Packaging 1.1.2+
- SCORM Content Packaging
- SCORM 1.2 LMS RTE3
- IMS Question Test Interoperability (QTI) 1.2/2.1
- IMS BasicLTI 1.0 (reg. IMSA1B1as2012W1)
- IMS Common Cartridge 1.0 (reg. IMSA1B1as2012W1)

## Основні можливості системи ATutor

Лекційний курс з гідрогазодинаміки

В ATutor визначено 3 типи користувачів (студенти, інструктори-викладачі та адміністратори). Система надає різним категоріям користувачів такі можливості:

### Студентам
- Редагування персональної інформації.

Студент має можливість редагувати персональну інформацію, включаючи можливість завантаження власного фото, зміни паролю та адреси електронної пошти.
- Перегляд існуючих курсів та запис на них.

Студент може переглядати список курсів, відправляти запит на отримання прав доступу до них.
- Використання навчальних курсів.

Студент має можливість переглядати в повному об'ємі інформацію у навчальному курсі, на який він записаний, з можливістю пакетного завантаження навчальних матеріалів, якщо це дозволено інструктором курсу. :Також перегляд додаткових розділів навчального курсу, наприклад, «Список літератури», «Словник» тощо.
- Тестування та опитування.

Студенти в рамках навчального курсу можуть проходити тестування або анонімні опитування, переглядати результати тестувань.
- Засоби спілкування.

Система дистанційного навчання володіє такими засобами зв'язку між учасниками навчального процесу:
- Синхронними (чати, телеконференції, дошки (whiteboards))
- Асинхронними (оголошення, форуми, внутрішні повідомлення, електронна пошта, блоги, вікі, коментарі в файлообміннику).

- Групи та Файлообмінник.

Студенти можуть завантажувати та обмінюватись файлами в рамках навчального курсу або своєї групи.
- Пошук.

Ефективна система пошуку в межах навчального курсу, всіх курсів та зовнішніх джерел інформації (пошук по TILE)

### Інструкторам (викладачам)
Інструктори, окрім можливостей студентів, мають додаткові інструменти для ефективного створення навчальних курсів в системі ATutor. Зокрема:
- Навчальний курс.

Викладачі мають можливість створювати навчальні курси в межах системи, визначати права доступу до них та інші властивості.
- Матеріал.

Створення навчальних матеріалів у навчальному курсі з використанням вбудованого редактора матеріалів, керування навчальними матеріалами (структура, період доступу), та перегляд статистики використання матеріалів. Можливість експорту та імпорту навчальних матеріалів у формат обміну навчальними матеріалами SCORM.
- Файловий менеджер.

Завантаження на сервер необхідних навчальних матеріалів, наприклад, текстів лекцій, практичних занять, тощо у різноманітних форматах (Microsoft Word, PDF, DJVU) з наступним використанням у навчальних матеріалах. Передбачена можливість пакетного завантаження файлів.
- Тести.

Широкі можливості щодо створення і керування тестами, запитаннями, організація бази даних питань курсу, попередній перегляд тестів, перегляд спроб складання тестів користувачами, можливість їх оцінювання, перегляд статистики по тестах.
- Запис на курс, групи.

Керування записом на курс, перегляд записаних на курс студентів та керування їх правами у межах курсу. Можливість призначення асистентів та випускників курсу. Створення груп у межах курсу та керування ними.
- Електронна пошта курсу.

Дозволяє розсилати повідомлення різним категоріям студентів: усім зареєстрованим у даному курсі, тільки привілейованим студентам, випускникам, тим, кому в запису на курс було відмовлено, або студентам окремих груп.
- Резервна копія курсу.

Можливість створення резервних копій курсу, відновлення курсу з резервної копії.
- Оголошення.

Дає можливість додавати, видаляти та редагувати оголошення для студентів курсу. Оголошення відображаються на домашній сторінці курсу і можуть розсилатися через RSS (якщо така функція увімкнена у властивостях курсу).
- Опитування.

За допомогою цього інструменту можна організовувати неоцінювані опитування студентів з метою з'ясування їх думки з тих чи інших питань.
- Словник.

Цей пункт дозволяє вводити і редагувати словникові терміни. Терміни, які використовуються в матеріалі, легше вводити через редактор матеріалу.
- Список літератури.

Цей засіб дає можливість вказувати список джерел, обов'язковість та термін ознайомлення з ними.
- Статистика.

Цей інструмент показує дані про те, як користуються курсом студенти та незареєстровані користувачі.

### Адміністраторам
- Керування користувачами.

Можливість керування користувачами системи, та їх правами.
- Керування курсами.

Можливість керування курсами системи, резервними копіями.
- Керування загальними параметрами системи.

Можливість керування загальними параметрами системи, зокрема темами оформлення, мовою інтерфейсу тощо.

## Основні нововведення у версіях 2.x
- Підтримка мобільних платформ і планшетів.

Додано спеціальну тему для мобільних пристроїв які працюють на наступних платформах: iPhone OS, Blackberry, Android.
- Інтегрована фотогалерея.

Новий інструмент роботи з малюнками та світлинами — інтегрована фотогалерея. Фотогалерея дозволяє користувачам створювати свої власні альбоми, ділитися ними з іншими, створювати альбом персонального профілю для збору малюнків і фотографій з соціальної мережі ATutor. Фотоальбоми також можуть бути використані щоб ділитись студентам і викладачам фотографіями і малюнками з іншими в межах курсів.
- Нові функції роботи з медіа (FlowPlayer, Vimeo, YouTube тощо).

Також мультимедіа програвач FlowPlayer тепер доступний як стандартний модуль. Додавання відео кліпів в контент тепер спростилось до завантаження їх на сервер і натискання кнопки «Вставити». Flowplayer тепер є медіа плеєром по замовчуванню, який використовується з допомогою тегів [media][/media] в редакторі матеріалу.
- Гнучкіший дизайн.

Можливість редагувати навігацію по матеріалу безпосередньо. Нові каталоги та сторінки матеріалу можуть бути додані прямо з навігаційного меню. Бокси меню можуть бути розгорнені або згорнені, надаючи можливість налаштовувати те, які інструменти будуть відображатись. Оновлено домашню сторінку курсу, тепер вона значно гнучкіша.
- Конвертація пакунків та резервних копій.

Старі пакунки та резервні копії автоматично конвертуються в новий формат при імпорті або відновленні.
- Можливість встановлювати попередні тести для матеріалу.

Тільки пройшовши ці тести, студенти зможуть отримати доступ до сторінок матеріалу
- Гаджет «Новини» на сторінці «Мої курси».

Відображає останні події у навчальних курсах, появу оголошень, відкриття тестів, повідомлень на форумах, зміни в файлообміннику курсу тощо.